# نانسی گراوس
نانسی گراوس (انگلیسی: Nancy Graves؛ ۲۳ دسامبر ۱۹۳۹ – ۲۱ اکتبر ۱۹۹۵) یک مجسمه‌ساز اهل ایالات متحده آمریکا بود.